# Dar al-Islam
El Dar al-Islam (àrab: دار الإسلام, Dār al-islām, literalment ‘Territori de la Submissió’, traduït generalment per ‘Territori de l'Islam’) també Daruna (‘el nostre País') entre els autors musulmans, és el conjunt dels territoris on predomina l'islam. La seva unitat es basa doncs en la fe i no en la política. Els seus habitants formen l'Umma o comunitat de creients. Igualment, la constitució dels estats islàmics contemporanis reposa sobre aquesta noció.
En oposició existeix el Dar al-Harb, ‘Territori de la Guerra’, nom que es podria estendre a tots els territoris on no domina la religió musulmana. Dar al-Harb s'emprava als primers segles de l'islam als territoris on calia fer la guerra santa per convertir a la seva gent i incorporar-los a la fe i dominis de l'islam. Tots els territoris on no regnava la pau i la fe musulmana podien ser objecte de guerra santa i, per tant, formaven part dels Dar al-Harb. El nom es donava a tots els territoris veïns dels musulmans que havien estat convidats a convertir-se i no ho havien fet, i fins i tot als territoris ja dominats que es revoltaven o no pagaven el tribut (jizya).